# برانيمير هرغوتا
برانيمير هرغوتا (بالسويدية: Branimir Hrgota) وهو لاعب كرة قدم سويدي من أصل كرواتي بوسني في مركز الهجوم ولد في يوم 12 يناير 1993 في مدينة زينيتشا في البوسنة والهرسك وهو يلعب حالياً مع نادي بوروسيا مونشنغلادباخ، كما سبق له اللعب مع نادي يونكوبينغس سودرا ونادي تورد ولعب مع منتخب السويد لكرة القدم ويبلغ طوله 182 سم.

## روابط خارجية
- برانيمير هرغوتا على موقع الاتحاد الأوربي (الإنجليزية)
- برانيمير هرغوتا على موقع اتحاد السويد (السويدية)
- برانيمير هرغوتا على موقع قاعدة بيانات كرة القدم.إي يو (الإنجليزية)
- برانيمير هرغوتا على موقع ناشيونال فوتبول تيمز (الإنجليزية)
- برانيمير هرغوتا على موقع Soccerway.com (الإنجليزية)
- برانيمير هرغوتا على موقع عالم كرة القدم.نت (الإنجليزية)
- برانيمير هرغوتا على موقع AS.com (الإسبانية)